# Kögl (Schwarzenfeld)
Kögl ist ein Ortsteil des Marktes Schwarzenfeld im Landkreis Schwandorf des Regierungsbezirks Oberpfalz im Freistaat Bayern.

## Geografie
Kögl liegt an der Staatsstraße 2151, 6 Kilometer südlich der Bundesautobahn 6, 2,7 Kilometer westlich der Bundesautobahn 93 und 1,8 Kilometer westlich von Schwarzenfeld. 1,4 Kilometer südöstlich der Ortschaft fließt der Fensterbach in Richtung Südosten der Naab zu.

## Geschichte
Vom 12. bis zum 16. Jahrhundert hatte das Kloster Ensdorf Güter am Fensterbach und in seiner Umgebung. Auch in Kögl sind Güter des Klosters Endorf nachweisbar. Im Zehntregister des Klosters aus dem Jahr 1336 wurde Kögl mit 2 Gütern aufgeführt, die nach Ensdorf zehntpflichtig waren.
Durch Kögl führte eine alte Fernstraße, eine Variante des sogenannten Zigeunerweges oder auch Steinhöppel. Sie führte von Hiltersdorf durch die Ortschaften Högling, Jeding, Wolfring, Knölling, Dürnsricht, Kögl nach Schwarzenfeld.
Kögl und Frotzersricht wurden meistens zusammen veranlagt.
Im Salbuch von 1473/75 wurde Frotzersricht gemeinsam mit Kögl aufgeführt mit einer Steuer von 1 Pfund, 7 Pfennig und 1 Heller.
Die Bevölkerungsentwicklung in Frotzersricht gemeinsam mit Kögl geht aus den Musterungsprotokollen hervor:
- 1500: 9 Mannschaften
- 1523: 9 Mannschaften
- 1583: 9 Mannschaften
- 1631: 11 Mannschaften
- 1712: 11 Mannschaften.[7]

Frotzersricht gemeinsam mit Kögl hatte 1513 11 Höfe, 1596 9 Höfe, 1606 10 Höfe, 13 Pferde, 1 Fohlen, 10 Ochsen, 29 Kühe, 10 Rinder, 6 Schweine, 2 Stiere, 9 Kälber, 120 Schafe, und 10 Frischlinge. 1721 und 1762 wurden Frotzersricht und Kögl mit 12 Häusern aufgeführt. 1792 gab es in Frotzersricht und Kögl 10 hausgesessene Amtsuntertanen.
Im Häuser- und Rustikalsteuerkataster wurden 1808 für Kögl die folgenden 4 Anwesen ausgewiesen:
- Wolfenhof, Inhaber Leonhard Bartmann
- Arberhof, Inhaber Johann Kurz
- Schadlhof, Inhaber Leonhard Schadl
- Neubauernhof, Inhaber Adam Kreitner[9]

Hinzu kam das gemeinsam mit Kögl veranlagte Weiherhaus mit einem Anwesen, Bewohner Franz Bernhard Fleischmann, Mautner zu Schwarzenfeld und 13 Weihern.
1808 begann in Folge des Organischen Ediktes des Innenministers Maximilian von Montgelas in Bayern die Bildung von Gemeinden. Dabei wurde das Landgericht Nabburg zunächst in landgerichtische Obmannschaften geteilt. Dabei kam Kögl zur Obmannschaft Frotzersricht. Zur Obmannschaft Frotzersricht gehörten: Frotzersricht, Deiselkühn, Irrenlohe, Wohlfest, Kögl und Weiherhaus.
Dann wurden 1811 in Bayern Steuerdistrikte gebildet. Dabei kam Kögl zum Steuerdistrikt Frotzersricht. Der Steuerdistrikt Frotzersricht bestand aus dem Dorf Frotzersricht, dem Weiler Kögl und der Einöde Weiherhaus. Er hatte 15 Häuser, 92 Seelen, 100 Morgen Äcker, 45 Morgen Wiesen, 15 Morgen Holz, 45 Weiher, 30 Morgen öde Gründe und Wege, 3 Pferde, 28 Ochsen, 24 Kühe, 30 Stück Jungvieh, 50 Schafe und 20 Schweine.
Schließlich wurde 1818 mit dem Zweiten Gemeindeedikt die übertriebene Zentralisierung weitgehend rückgängig gemacht und es wurden relativ selbstständige Landgemeinden mit eigenem Vermögen gebildet, über das sie frei verfügen konnten. Hierbei kam Kögl zur Ruralgemeinde Frotzersricht. Die Gemeinde Frotzersricht bestand aus den Ortschaften Frotzersricht mit 10 Familien, Kögl mit 6 Familien, Weiherhaus mit 1 Familie, Deiselkühn mit 14 Familien, Irrenlohe mit 12 Familien und Wohlfest mit 7 Familien.
1972 wurde die Gemeinde Frotzersricht aufgelöst. Wohlfest kam zur Gemeinde Fensterbach. Die anderen Gemeindeteile kamen zu Schwarzenfeld.
Kögl gehört zur Pfarrei Schwarzenfeld. 1997 hatte Kögl 276 Katholiken.

## Einwohnerentwicklung ab 1819

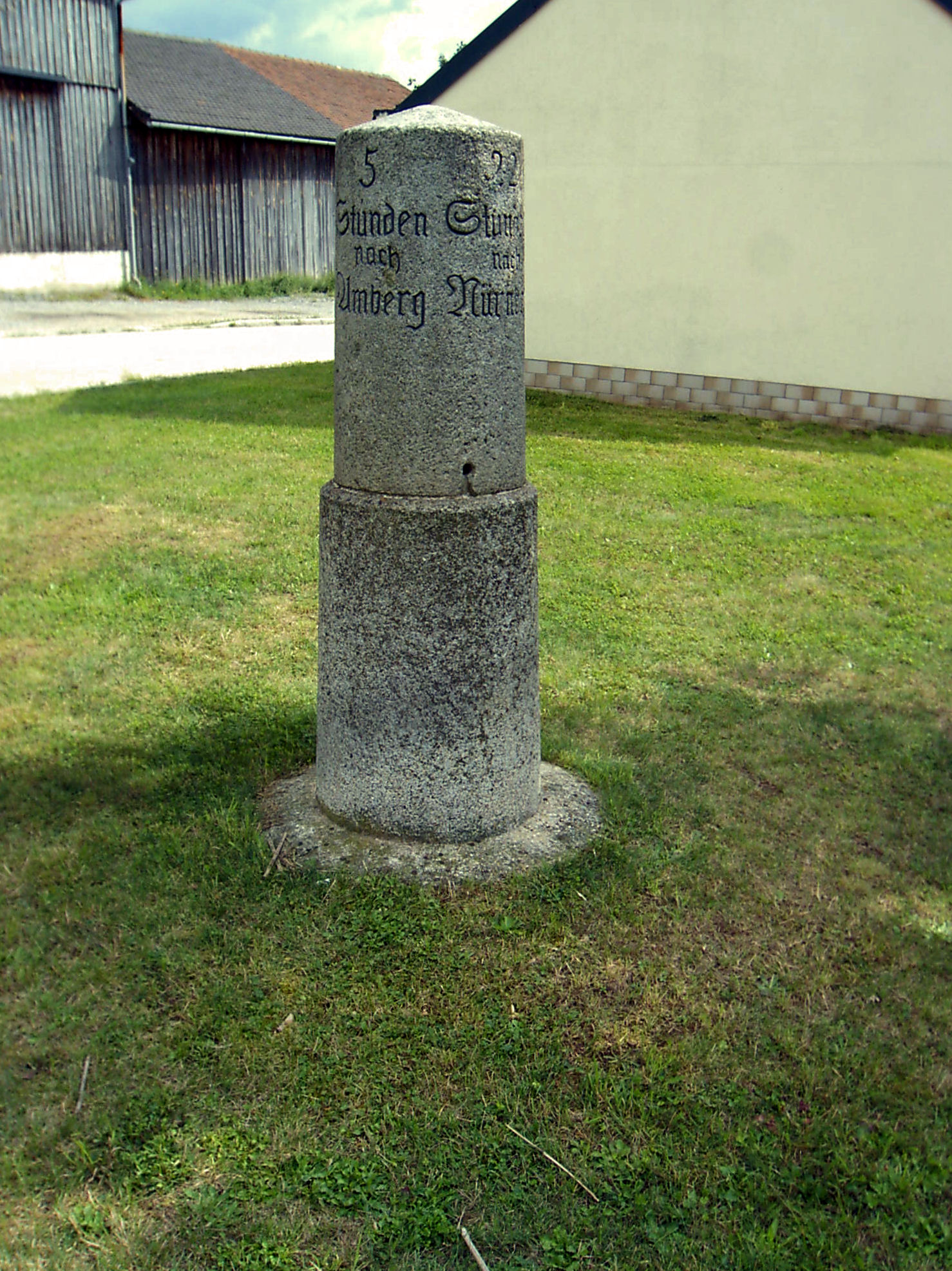
Meilenstein in Kögl

| Jahr | Einwohner  | Gebäude |
| ---- | ---------- | ------- |
| 1819 | 6 Familien | k. A.   |
| 1828 | 37         | 4       |
| 1838 | 46         | 6       |
| 1864 | 45         | 28      |
| 1875 | 45         | 29      |
| 1885 | 50         | 6       |
| 1900 | 50         | 6       |
| 1913 | 34         | 5       |

| Jahr | Einwohner | Gebäude |
| ---- | --------- | ------- |
| 1925 | 34        | 4       |
| 1950 | 39        | 7       |
| 1961 | 89        | 20      |
| 1964 | 89        | 20      |
| 1970 | 181       | k. A.   |
| 1987 | 292       | 73      |
| 2011 | 314       | k. A.   |

## Tourismus und Sehenswürdigkeiten
In Kögl, Dr.-Kurz-Straße 1, gibt es ein denkmalgeschütztes Wohnstallhaus mit kleinem Backhaus und der Denkmalnummer D-3-76-163-12. Außerdem stehen an der Ecke Frotzersrichter- und Dr.-Kurz-Straße ein denkmalgeschütztes Wegkreuz mit der Denkmalnummer D-3-76-163-17 und ein Meilenstein in Form einer Rundstele aus Granit mit der Denkmalnummer D-3-76-163-18.
Durch Kögl läuft der Schweppermann-Radweg auf der ehemaligen Bahnstrecke Drahthammer–Lauterhofen.